# どん亀サブマリン
『どん亀サブマリン』は、小山田いくによる日本の漫画作品。1985年に『月刊少年チャンピオン』（秋田書店）別冊の『I'mチャンピオン』（創刊号：1985年8月20日発行、第2号：1985年10月21日発行）に掲載された。全2話、単行本は全1巻。コミックスは少年チャンピオン・コミックスから刊行されていた。電子書籍で入手可。

## 概説
『月刊少年チャンピオン』別冊に掲載されるということで、小山田いくの作品のひとつ『ぶるうピーター』の世界線上の未来を描いた作品である。当時流行していたノストラダムスの終末予言と絡めて、1999年に日本が災害により沈没するという表現が使用されている。そういう意味では『ぶるうピーター』のサイドストーリーとも言える立ち位置であり、同作品の亀 行道や塩入 かえでが登場するなど、ファンにとっては取り付きやすい作品となっている。また掲載誌が別冊ということもあり、1話完結型の体を取っている。
舞台は西暦2034年。1999年に大地震により沈んだ日本列島から少し離れたところにある浮遊都市（プランクトンシティ）で暮らす亀 波道、明科 満穂、泊 白夜、十文字 求美の四名が、ふとした事から事件に巻き込まれていく。

## 浮遊都市（プランクトンシティ）
旧小笠原諸島の海域に作られた海上・海中都市。都市と言っても建物・施設単位のドーム型可潜プラントの集まりでドーム間は潜水服および潜水艇で行き来している。都市そのものも移動可能で、時期によって温暖な海域に南下・北上している。
水中活動に主眼を置いた産業開発が盛んであり、中学生が使用する潜水艇や装備でも1万メートルの深海にまで潜り活動することが可能。だが、社会倫理の観点から軍事利用を禁じ、あくまで民生品の範囲で活動しており他国の軍関係組織とは取引していない。しかし、それゆえに都市その物における主幹産業というものがなく、労働人口が持て余されていて作中における無許可の海底農場や巨大プランクトン培養といった研究に出資する投資家も存在する模様。

## あらすじ
①「日本を知らない子供たち」の巻
西暦2034年夏、夏休みの自由課題のために浮遊都市にある「亀山寺」を訪れた泊白夜、十文字求美は亀波道、明科満穂のプランクトン採取に付き合い潜水艇で日本海溝へ向かう。そこで悪徳科学者：大山田 剛に捕らえられ、命の危機に陥る
②「太平洋 魔の六角海域」の巻
西暦2034年12月、無人貨物船の沈没爆破から逃れるために浮遊都市より避難した亀、明科、泊、十文字の4名は小笠原東方海域に於いて幽霊船に遭遇する。海底に逃れた4人を待ち構えていたのは、またも悪徳科学者：大山田剛だった。4人と大山田の因縁バトルが再度勃発する。

## 登場人物
亀 波道（かめ なみみち）
本編の主人公。小山田いくの過去作品『ぶるうピーター』に登場した亀 行道と塩入 かえでの孫（コマ欄外で言及）。
性格、見た目共に祖父の亀 行道似でイタズラ好き。「黒潮市」市立第七中学校二年生。
小源太（こげんた）
波道の相棒であるサイボーグウミガメ。他の者が乗っている小型潜水艇の代わりに使っている。瀕死の重症を負っていたところを、波道が助けサイボーグとした。
明科 満穂（あかしな みつほ）
波道と同じく、『ぶるうピーター』に登場する明科 一帆と紅尾 鈴の孫。(コマ欄外で言及)性格は祖父の明科 一帆似で猪突猛進型。同じく「黒潮市」市立第七中学校二年生。
泊 白夜（とまり びゃくや）
同じく泊 順と三郷 西夜の孫(コマ欄外で言及)髪型、紙色は祖母の三郷 西夜似であるが、性格はどちらかというと祖父の泊 順に似ている。同じく「黒潮市」市立第七中学校二年生。
十文字 求美（じゅうもんじ もとみ）
同じく壱岐 良友と十文字 唱の子と温田 稔と南部 希の子が結婚して産まれた子。四人の中で『ぶるうピーター』登場人物四人を祖父母に持つのは彼女だけである。性格は祖母の南部 希が一番近い。同じく「黒潮市」市立第七中学校二年生。
亀 行道（かめ ゆきみち）
波道の祖父。小山田いくの著書『ぶるうピーター』に登場した亀行道が年老いた姿。
亀 かえで（かめ かえで）
波道の祖母。同じく『ぶるうピーター』に登場した塩入 かえでの年老いた姿。
大山田 剛（おおやまだ ごう）
浮遊都市の英雄を目論む悪徳科学者（海洋学博士）。食用巨大プランクトンの育成を研究しているが、周辺環境への配慮から規制が厳しいため、出資者は無許可で研究所を運営している。波道たちの活躍で研究所所長を首になり、沈没した某国潜水艦から光子ミサイルをサルベージして一儲けしようとしたが、これもまた失敗した。悪役だが、どこかコミカルで憎めないところがある。
父親は江戸時代から「未来流し」にされた悪徳用人・大山田来正（おおやまだ くるまさ）であることが「むかしキュービック」のコマ欄外で言及されている。
助手
大山田 剛の助手。研究所内でも旧式の潜水服を着用している。悪役をやっているのを見られると母に泣かれるらしく、素顔は公表されていない。

## 書誌情報
- 小山田いく『どん亀サブマリン』秋田書店（少年チャンピオン・コミックス）、全1巻
  1. 1987年11月15日発売 ISBN 4-253-04007-1
    - 『むかしキュービック』（全2話）、『ゲーム・オーバー』『空と呼べ』『無節操に怪談』収録